# Jaskółka skalna
Jaskółka skalna (Ptyonoprogne rupestris) – gatunek małego ptaka z rodziny jaskółkowatych (Hirundinidae). Występuje w Eurazji i północnej Afryce, jest częściowo wędrowny. Nie jest zagrożony wyginięciem.

## Systematyka
Gatunek ten po raz pierwszy zgodnie z zasadami nazewnictwa binominalnego opisał w 1769 roku Giovanni Antonio Scopoli, nadając mu nazwę Hirundo rupestris. Miejsce typowe to Tyrol. Obecnie gatunek zaliczany jest do rodzaju Ptyonoprogne. Nie wyróżnia się podgatunków. Opisano podgatunki centralasica (z Azji Środkowej) i theresae (z południowego Maroka), ale nie są one obecnie uznawane.

## Morfologia

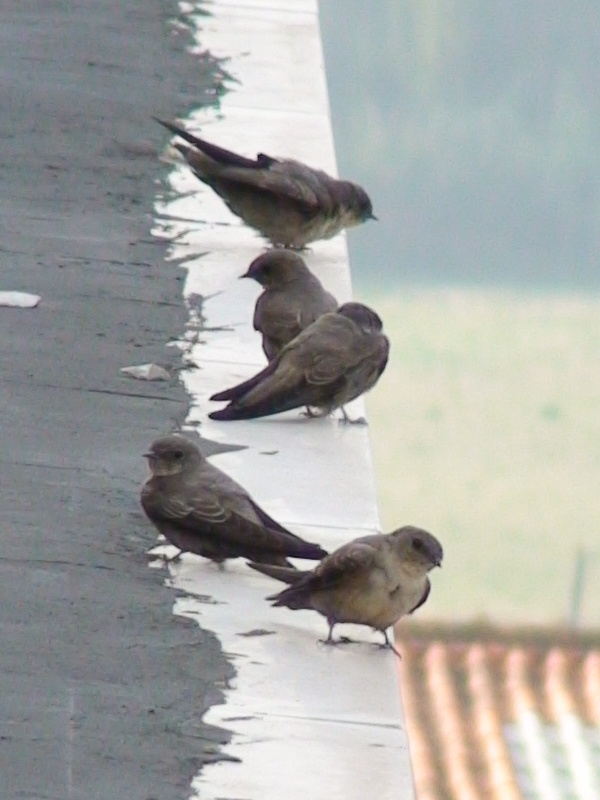
Jaskółki skalne na dachu budynku w Portugalii

Długość ciała 14–15 cm; masa ciała 17–33 g.
Duża i krępa jaskółka. Szarobrązowa z wierzchu, z jaśniejszym, brudnobiałym spodem. Podogonie ciemne, co odróżnia ją od podobnej brzegówki i brzegówki małej, u których podogonie jest białe tak jak brzuch. W przeciwieństwie do brzegówki, jaskółka skalna nie ma ciemnej przepaski na piersi, a jedynie widoczne z bliska delikatne przyciemnienie na gardle. Ogon płytko wcięty, z rzędem białych plamek, widocznych przy rozłożonym ogonie. Pokrywy podskrzydłowe ciemne, wyraźnie kontrastujące z jaśniejszym spodem skrzydła.

## Zasięg występowania
Występuje w południowej Europie, północnej Afryce, na Bliskim Wschodzie, w Azji Środkowej i dalej na wschód aż po Mongolię i północno-wschodnie Chiny. Generalnie populacje z północy zasięgu są wędrowne, a z południa – osiadłe. Zimuje w basenie Morza Śródziemnego, w północnej i północno-wschodniej Afryce (a także w Mauretanii i Senegalu), na Bliskim Wschodzie i subkontynencie indyjskim.

## Ekologia i zachowanie

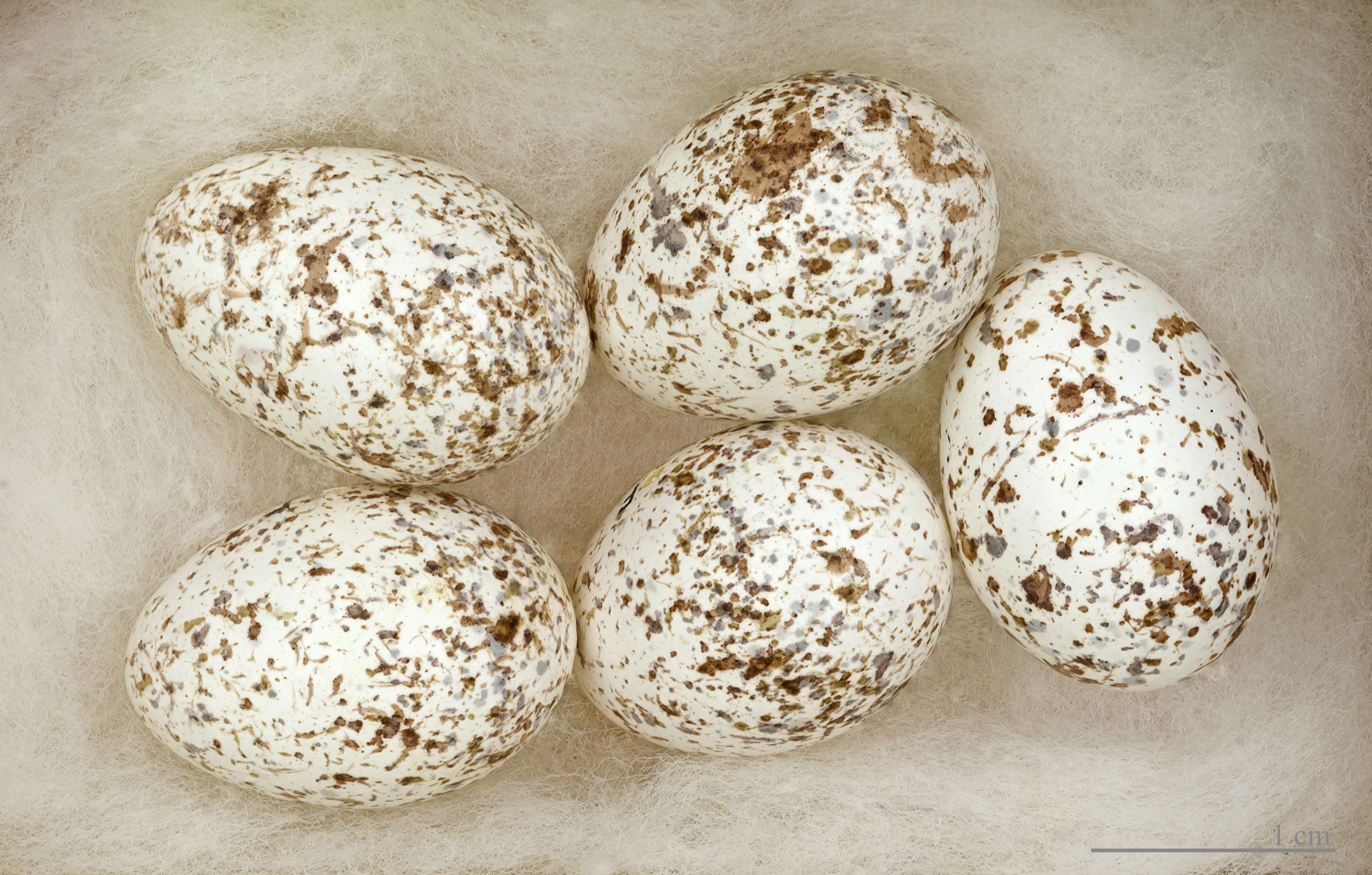
Jaja z kolekcji muzealnej

Środowiskiem życia jaskółki skalnej są głównie góry, turnie i przybrzeżne klify; spotykana także wokół siedzib ludzkich. Żeruje w pobliżu klifów, nad wąwozami, lasami i wioskami; poza sezonem lęgowym również nad polami uprawnymi, łąkami, skalistymi wybrzeżami, bagnami czy jeziorami. W Europie spotykana od poziomu morza do 2500 m n.p.m., w Azji nawet do ponad 4500 m n.p.m.
Żywi się owadami i pająkami. Często lata lotem ślizgowym podobnie jak jerzyk.
Sezon lęgowy trwa od maja do sierpnia. Wyprowadza dwa lęgi w sezonie. Gniazduje zwykle w samotnych parach lub małych grupach, rzadko w większych koloniach liczących kilkadziesiąt par. W zniesieniu 2–5 jaj, najczęściej 3 lub 4. Inkubacja trwa 13–17 dni, a zajmuje się nią prawie wyłącznie samica. Oboje rodzice zajmują się karmieniem piskląt. Młode opuszczają gniazdo po 24–27 dniach od wyklucia, ale jeszcze przez 2–3 tygodnie są dokarmiane przez rodziców i wracają do gniazda na odpoczynek.

## Status
Międzynarodowa Unia Ochrony Przyrody (IUCN) uznaje jaskółkę skalną za gatunek najmniejszej troski (LC, Least Concern) nieprzerwanie od 1988 roku. Liczebność światowej populacji, wstępnie obliczona w oparciu o szacunki organizacji BirdLife International dla Europy z 2015 roku, mieści się w przedziale 1,2–2,3 milionów dorosłych osobników. Trend liczebności populacji uznawany jest za stabilny.